# Parque nacional de Bukit Tigapuluh
El Parque nacional de Bukit Tigapuluh (también llamado Bukit Tiga Puluh y Bukit Tigapulah) - Las treinta colinas - es un parque nacional indonesio de 143.223 hectáreas en Sumatra oriental, forado principalmente por bosque tropical de tierras bajas, en gran medida en la provincia de Riau, con una porción menor -33.000 hectáreas- en la provincia de Jambi.
Es famosa por ser uno de los últimos refugios de especies en peligro como el orangután de Sumatra, el tigre de Sumatra, el elefante de Sumatra, el rinoceronte de Sumatra y el tapir malayo, así como muchas especies de aves en peligro.
Forma parte del punto caliente de biodiversidad Complejo Tesso Nilo. El parque está habitado por pueblos indígenas, las tribus orang rimba y talang mamak.
El parque se encuentra en peligro por la tala ilegal y las plantaciones de aceite de palma, con dos tercios del parque talados.